# Scaphinotus elevatus
Scaphinotus elevatus är en skalbaggsart som beskrevs av Fabricius. Scaphinotus elevatus ingår i släktet Scaphinotus och familjen jordlöpare. Inga underarter finns listade i Catalogue of Life.